# Ilex poilanei
Ilex poilanei är en järneksväxtart som beskrevs av Tardieu. Ilex poilanei ingår i släktet järnekar, och familjen järneksväxter. Inga underarter finns listade i Catalogue of Life.